# Niitsiku
Niitsiku – wieś w Estonii, w prowincji Põlva, w gminie Mikitamäe.